# Браун, Крис (американский футболист, 1977)
Крис (Кри́стофер) Бра́ун (англ. Christopher Brown; 10 марта 1977, Портленд, Орегон, США) — американский футболист, выступавший на позициях атакующего полузащитника и оттянутого нападающего.

## Карьера
Во время обучения в Портлендском университете в 1995—1998 годах Браун играл за университетскую футбольную команду в Национальной ассоциации студенческого спорта.
На драфте колледжей MLS 1999 Браун был выбран под общим пятым номером клубом «Канзас-Сити Уизардс». Его профессиональный дебют состоялся 27 марта 1999 года в матче стартового тура сезона против «Чикаго Файр». 10 апреля 1999 года в матче против «Сан-Хосе Клэш» он забил свой первый гол в профессиональной карьере. 20 июня 1999 года в матче против «Метростарз» оформил дубль.
Браун находился в составе сборной США по футболу до 23 лет на Олимпийских играх 2000 в качестве резервиста.
14 апреля 2001 года забил второй самый быстрый гол в истории «Уизардс», поразив ворота «Лос-Анджелес Гэлакси» на 3-й минуте матча. 18 апреля 2001 года в матче против «Майами Фьюжн» забил гол и отдал результативную передачу, и 21 апреля 2001 года в матче против «Коламбус Крю» забил ещё раз, за что был назван игроком недели в MLS. 29 августа 2001 года в матче Кубка Мерконорте против эквадорской «Барселоны» оформил дубль.
В сезоне 2002 года стал единственным игроком «Уизардс», сыгравшим во всех 40 матчах: 28 матчах регулярного чемпионата, 3 матчах плей-офф, 6 матчах Кубка чемпионов и 3 матчах Открытого кубка США. В регулярном чемпионате набрал 11 очков по системе «гол+пас» — 4 гола и 3 голевых передачи. Забил два гола в Кубке чемпионов (24 апреля 2002 года в матче четвертьфинала против «Сантос Лагуны» и 28 августа 2002 года в матче полуфинала против «Монаркас Морелия») и два гола — в Открытом кубке США. 14 августа 2002 года против «Чикаго Файр» сыграл свой 100-й матч в MLS.
20 августа 2003 года «Канзас-Сити Уизардс» обменял Криса Брауна и Дарио Фаббро в «Нью-Инглэнд Революшн» на Уолди Харриса, Хорхе Васкеса и драфт-пик. За бостонский клуб он дебютировал 23 августа 2003 года в матче против «Лос-Анджелес Гэлакси», выйдя на замену на 75-й минуте вместо Фаббро. 30 августа 2003 года в матче против «Чикаго Файр» забил свои первые голы за «Ревс», оформив хет-трик, за что был назван игроком недели в MLS.
8 апреля 2004 года Браун был обменян в «Сан-Хосе Эртквейкс» на компенсацию в будущем. Дебютировал за «Эртквейкс» 1 мая 2004 года в матче против «Ди Си Юнайтед». Свой первый гол за «Эртквейкс» забил 8 мая 2004 года в ворота «Метростарз».
На драфте расширения MLS 2004, состоявшемся 19 ноября 2004 года, Браун был выбран клубом «Реал Солт-Лейк». За новую франшизу лиги дебютировал 10 апреля 2005 года в матче против «Лос-Анджелес Гэлакси». 16 июля 2005 года в матче против «Канзас-Сити Уизардс» забил свой первый гол за РСЛ. 29 ноября 2007 года «Реал Солт-Лейк» поместил Брауна в список отказов.
18 января 2008 года Браун подписал двухлетний контракт с клубом Первого дивизиона ЮСЛ «Портленд Тимберс». В подэлитном дивизионе США дебютировал 17 апреля 2008 года в матче стартового тура сезона против «Пуэрто-Рико Айлендерс», забив гол, принёсший выигрыш с минимальным счётом. 4 сентября 2008 года в матче против «Майами» забил два гола и отдал одну голевую передачу, за что был включён в символическую сборную недели в ЮСЛ-1. 2 января 2009 года Крис Браун объявил о завершении футбольной карьеры.

## Статистика
| Выступление          | Выступление      | Выступление      | Лига | Лига | Плей-офф | Плей-офф | Итого | Итого |
| Клуб                 | Лига             | Сезон            | Игры | Голы | Игры     | Голы     | Игры  | Голы  |
| -------------------- | ---------------- | ---------------- | ---- | ---- | -------- | -------- | ----- | ----- |
| Канзас-Сити Уизардс  | MLS              | 1999             | 28   | 4    | —        | —        | 28    | 4     |
| Канзас-Сити Уизардс  | MLS              | 2000             | 22   | 0    | 4        | 0        | 26    | 0     |
| Канзас-Сити Уизардс  | MLS              | 2001             | 27   | 5    | 3        | 0        | 30    | 5     |
| Канзас-Сити Уизардс  | MLS              | 2002             | 28   | 4    | 3        | 1        | 31    | 5     |
| Канзас-Сити Уизардс  | MLS              | 2003             | 18   | 2    | —        | —        | 18    | 2     |
| Канзас-Сити Уизардс  | Итого            | Итого            | 123  | 15   | 10       | 1        | 133   | 16    |
| Нью-Инглэнд Революшн | MLS              | 2003             | 3    | 3    | 0        | 0        | 3     | 3     |
| Нью-Инглэнд Революшн | Итого            | Итого            | 3    | 3    | 0        | 0        | 3     | 3     |
| Сан-Хосе Эртквейкс   | MLS              | 2004             | 11   | 2    | 1        | 0        | 12    | 2     |
| Сан-Хосе Эртквейкс   | Итого            | Итого            | 11   | 2    | 1        | 0        | 12    | 2     |
| Реал Солт-Лейк       | MLS              | 2005             | 29   | 1    | —        | —        | 29    | 1     |
| Реал Солт-Лейк       | MLS              | 2006             | 9    | 1    | —        | —        | 9     | 1     |
| Реал Солт-Лейк       | MLS              | 2007             | 22   | 5    | —        | —        | 22    | 5     |
| Реал Солт-Лейк       | Итого            | Итого            | 60   | 7    | —        | —        | 60    | 7     |
| Портленд Тимберс     | USL-1            | 2008             | 27   | 8    | —        | —        | 27    | 8     |
| Портленд Тимберс     | Итого            | Итого            | 27   | 8    | —        | —        | 27    | 8     |
| Всего за карьеру     | Всего за карьеру | Всего за карьеру | 224  | 35   | 11       | 1        | 235   | 36    |

Источники: Footballdatabase.eu, MLSsoccer.com.

## Достижения
Командные
 «Канзас-Сити Уизардс»
- Чемпион MLS (обладатель Кубка MLS): 2000
- Победитель регулярного чемпионата MLS: 2000